# Salonio di Ginevra
Salonio (in latino Salonius; 400 circa – prima del 475) è stato un vescovo e scrittore romano, vescovo di Ginevra, venerato come santo dalla Chiesa cattolica.

## Biografia
Era figlio di Eucherio, futuro vescovo di Lione, e di suo moglie Galla; inoltre era allievo di Salviano, che gli dedicò due opere: De Avaritia e De Providentia.
Divenne vescovo di Ginevra e ne occupò la sede fino al 475 circa, poiché negli atti del concilio di Arles, che si tenne in quell'anno, si cita un certo Teoplasto come vescovo di quella sede.

### Opere
- Expositio Mystica in Parabolas Salomonis et Ecclesiasten (conosciuta anche come In Parabolas Salomonis Dialogi II oppure In Parabolas et Ecclesiasien Salomonis Dialogi) è il resoconto di una conversazione tra Salonio e suo fratello Verano.

- una Epistola scritta a suo nome, quello di suo fratello Verano e di Cereto ed indirizzata a papa Leone I. È inclusa nelle edizioni delle opere di quel pontefice sia da Quesnell che dai fratelli Ballerini.